# Yuri Churbanov
Yuri Mikhailovich Churbanov (en ruso, Ю́рий Миха́йлович Чурба́нов) (Moscú, 11 de noviembre de 1936 – Moscú, 7 de octubre de 2013) fue un político soviético, yerno del secretario general Leonid Brézhnev.

## Biografía
Churbanov nació el  11 de noviembre de 1936 y de joven fue miembro activo del Komsomol. En la década de los 60 fue a la Universidad Estatal de Moscú, donde estudió derecho. En 1967 comenzó a trabajar como oficial de policía y en 1971 antes de casarse con Galina Brezhneva, se convirtió en teniente general de la Policía. Su matrimonio con Galina fue arreglado por el padre de esta, el secretario general Leonid Brézhnev. Poco después abandonó a su mujer con dos hijos. Un amigo de Galina dijo a los medios rusos que no había amor entre los dos y tan solo se besaron en un par de ocasiones, la primera en la boda y la segunda cuando Churbanov fue enviado a prisión. De todas maneras, su boda promocionó rápidamente a Churbanov. Pasó en cuatro años de oficial de policía a Viceministro de Asuntos Internos y llegó al rango de general. Churbanov fue arrestado por cargos de malversación y corrupción junto con el hermano de Galina, Yuri. En 1990, cuando Churbanov todavía estaba en la várcel, Galina consiguió el divorcio.
Churbanov murió el 7 de octubre de 2013.